# Kanaklata Barua
Pour les articles homonymes, voir Barua (homonymie).
Kanaklata Barua, en assamais কনকলতা বৰুৱা, surnommée Birbala et Shaheed (en français : martyr), est une activiste pour l'indépendance de l'Inde d'Assam, tuée par arme à feu, par la police, lors d'une manifestation de Quit India, alors qu'elle portait le drapeau national.

## Source de la traduction
- (en) Cet article est partiellement ou en totalité issu de l’article de Wikipédia en anglais intitulé « Kanaklata Barua » (voir la liste des auteurs).